# Arroio do Palmito
Der Arroio do Palmito ist ein etwa 19 km langer linker Nebenfluss des Rio Tibaji im Inneren des brasilianischen Bundesstaats Paraná.

## Geografie

### Lage
Das Einzugsgebiet des Arroio do Palmito befindet sich auf dem Segundo Planalto Paranaense (Zweite oder Ponta-Grossa-Hochebene von Paraná).

### Verlauf
Sein Quellgebiet liegt im Munizip Tibagi auf 962 m Meereshöhe an der BR-153 etwa 3 km nördlich ihres Abzweigs von der Rodovia do Café (BR-376). 
Der Fluss verläuft auf seinen ersten zehn Kilometern in östlicher Richtung. Dann wendet er sich in großem Bogen nach Norden. Er mündet auf 756 m Höhe von links in den Rio Tibaji. Er ist etwa 19 km lang.

### Munizipien im Einzugsgebiet
Der Arroio do Palmito verläuft vollständig innerhalb des Munizips Tibagi.